# Ейгорст
Ейгорст (нід. IJhorst) — село в нідерландській провінції Оверейсел. Входить до муніципалітету Стапгорст.